# ۸۰۳ (قمری)
۸۰۳ (قمری)، هشتصد و سومین سال در گاهشماری هجری قمری است. اول محرم این سال برابر با سی و یکم اوت سال ۱۴۰۰ میلادی است.

## درگذشتگان
- درگذشت میر عمادالدین پایه‌گذار فرمانروایی سادات عمادی مازندرانی بر بخشی از مازندران یعنی هزارجریب .

## وابسته
- وطاسیان